# Намибия на летних Олимпийских играх 2000
Намибия принимал участие в Летних Олимпийских играх 2000 года в Сиднее в третий раз за свою историю, но не завоевал ни одной медали.

## Состав олимпийской сборной Намибии

### Плавание
Спортсменов — 1
В следующий раунд на каждой дистанции проходили лучшие спортсмены по времени, независимо от места занятого в своём заплыве.
Мужчины
| Спортсмен       | Соревнование | Предварительные заплывы | Предварительные заплывы | Полуфиналы | Полуфиналы | Финал     | Финал     |
| Спортсмен       | Соревнование | Результат               | Место                   | Результат  | Место      | Результат | Место     |
| --------------- | ------------ | ----------------------- | ----------------------- | ---------- | ---------- | --------- | --------- |
| Йорг Линдемайер | 100 м брасс  | 1:05,25                 | 49                      | Не прошёл  | Не прошёл  | Не прошёл | Не прошёл |

### Стрельба
Спортсменов — 1
После квалификации лучшие спортсмены по очкам проходили в финал, где продолжали с очками, набранными в квалификации. В некоторых дисциплинах квалификация не проводилась. Там спортсмены выявляли сильнейшего в один раунд.
Мужчины
| Спортсмен     | Соревнование   | Квалификация | Место | Финал     | Место     | Всего | Место |
| ------------- | -------------- | ------------ | ----- | --------- | --------- | ----- | ----- |
| Фридхельм Сак | Пистолет, 10 м | 565          | 34    | Не прошёл | Не прошёл | 565   | 34    |